# Michel Kauma
Michel Kauma est un homme politique et chef coutumier kanak de Nouvelle-Calédonie, né le 12 décembre 1913 à Fayaoué sur l'île d'Ouvéa et décédé en 1998.

## Chef de Banout et Ouloup
Michel Kauma est issu de dynasties coutumières des Îles Loyauté et plus particulièrement d'Ouvéa. Il est apparenté aux grands-chefs Wénéguéi du district de Fayaoué et aux Boula du district de Loessi à Lifou. Sa grand-mère paternelle est la fille de Paul Waisselote, chef de la tribu d'Ognahut. Il succède à Paul Kauma en 1940 en tant que chef des tribus de Banout et d'Ouloup, situées dans le district de Fayaoué. 

## Carrière politique

### De l'UICALO à l'UC
Michel Kauma fait partie de la première génération de Mélanésiens à avoir été intégrée à la vie politique néo-calédonienne, après l'abolition du système de l'indigénat et la reconnaissance comme citoyens de « tous les ressortissants des territoires d'outre-mer » (Loi Lamine Guèye du 7 mai 1946). Il participe à la création, le 18 mars 1947 à Païta, de l'Union des indigènes calédoniens amis de la liberté dans l'ordre (UICALO), mouvement politique mélanésien lié aux missions catholiques (Michel Kauma va d'ailleurs présidé pendant un temps le Secours catholique en Nouvelle-Calédonie) et initié par le père mariste François Luneau. Michel Kauma en devient le vice-président, tandis que la présidence revient à un autre chef coutumier kanak, celui de La Conception au Mont-Dore, Rock Pidjot. Une organisation du même genre est bientôt créée au sein des populations mélanésiennes protestantes, l'Association des indigènes calédoniens et loyaltiens français (AICLF).
Michel Kauma est membre de la Commission régionale (ancêtre du conseil municipal) d'Ouvéa de 1947 à 1954. En 1951, les deux mouvements confessionnels kanaks, l'UICALO et l'AICLF, soutiennent activement la candidature de Maurice Lenormand, pharmacien originaire de Métropole devenu passionné de culture kanak sur laquelle il a écrit plusieurs ouvrages, lors des élections législatives contre le sortant Roger Gervolino. Lenormand est élu avec 5 064 voix sur 13 643 (37,12 %), devançant de plus de 800 suffrages Gervolino (4 207 voix), et battant également le candidat du RPF Paul Métadier (2 252) et le communiste Florindo Paladini (2 144). Cette alliance aboutit à la formation de listes communes pour les élections au conseil général qui se tiennent le 8 février 1953, sous le nom d'Union calédonienne (UC) et avec pour slogan « Deux couleurs, un seul peuple ». Celle-ci remporte 15 sièges sur 25, dont les 9 premiers élus kanak du Territoire : parmi eux se trouve Michel Kauma, aux côtés de Raphaël Bouanaoué et Rock Pidjot de l'UICALO, ainsi que d'Élia Thidjine, Mathieu Aripoindi, Doui Matayo Wetta, Kowi Bouillant, James Haeweng et Luther Enoka de l'AICLF. 
Après la mise en place du statut de forte autonomie de la loi-cadre Defferre du 23 juin 1956, il est élu au sein de la première Assemblée territoriale (qui a remplacé le conseil général) lors des élections du 21 octobre 1957, en deuxième position de la liste UC (devenu officiellement un parti politique, présidé par Rock Pidjot mais dominé par Maurice Lenormand, en 1956) menée par le grand-chef de Medu sur Maré Paul Jewine Katrei aux Îles Loyauté. Celle-ci obtient alors 3 des 5 sièges à pourvoir dans cette circonscription, tandis que sur l'ensemble du Territoire l'Union calédonienne obtient une majorité absolue avec 19 élus sur 30. Michel Kauma devient le 24 novembre 1957 le premier président de la Commission permanente de cette Assemblée territoriale, siégeant en dehors des sessions ordinaires afin de voter certains textes règlementaires (délibérations) dans des domaines délégués par l'institution (hors budget). Réélu lors du scrutin anticipé du 7 décembre 1958, cette fois comme chef de file aux Îles (où sa liste réunit 69 % des voix et obtient 4 des 5 sièges). Il retrouve la présidence de la Commission permanente qu'il conserve jusqu'au 9 septembre 1959.

### Vice-président du Conseil de gouvernement
Depuis 1957, la vice-présidence du Conseil de gouvernement de Nouvelle-Calédonie (et donc la fonction de chef politique de l'exécutif territorial) était exercée par Maurice Lenormand, dirigeant de l'UC. Néanmoins, une loi adoptée après la mise en place de la Ve République en 1958 interdit de cumuler cette fonction avec celle de parlementaire : or, Maurice Lenormand, député depuis 1951, est réélu pour un nouveau mandat à l'Assemblée nationale le 24 mai 1959, avec Michel Kauma comme suppléant. 
L'UC choisit alors Kauma pour lui-succéder à la tête de l'exécutif local, et il est ainsi vice-président du Conseil de gouvernement ainsi que ministre de la Fonction publique, des Finances et des Affaires économiques du 18 juin 1959 au 29 avril 1962. Michel Kauma se montre par la suite de plus en plus proche du gouverneur (haut-commissaire) Laurent Péchoux, pourtant entré en opposition frontale depuis son entrée en fonction le 1er décembre 1958 avec Maurice Lenormand et chargé de mener une politique de limitation de l'autonomie de la Nouvelle-Calédonie. Le 26 janvier 1960, Rock Pidjot démissionne de son poste de ministre de l'Économie rurale au sein du conseil de gouvernement pour s'insurger contre l'« ingérence du Haut-Commissaire dans les affaires de son secteur ». Or, Michel Kauma et un autre ministre, Doui Matayo Wetta, président au sein de l'UC de l'AICLF, se désolidarisent de la démarche de leur collègue et refusent de respecter la directive du parti d'une démission collective. Kauma est alors exclu de l'UICALO, mais les délégués de l'AICLF réaffirment leur « confiance dans le président de l’AICLF Wetta et le Vice-Président du Conseil de Gouvernement Kauma » lors de leur congrès de la tribu de Bâ à Houaïlou en septembre 1960. Le congrès de l'Union calédonienne tenu pour sa part à Nouméa dans la salle de cinéma Tropic du 4 au 7 novembre suivant vote l'exclusion de Kauma et Wetta, ce dernier entraînant avec lui la majorité de l'AICLF. Les Kanak protestants restés fidèles à Lenormand, menés par le conseiller territorial Théophile Wakolo Pouyé, fondent à la place l'AACIL, qui ne va toutefois jamais avoir le même rôle que celui qu'avait pu avoir l'AICLF au sein de l'UC.   
Quoi qu'il en soit, Michel Kauma (qui, en tant que vice-président, est le seul membre du Conseil de gouvernement à pouvoir conserver son siège à l'Assemblée territoriale) et les trois conseillers territoriaux de l'AICLF (Kiolet Néa Galet, Toutou Tiapi Pimbé et Dick Ukeiwé) s'allient aux 11 élus du Rassemblement calédonien (Rascal), parti d'opposition de droite gaulliste, conservatrice libérale et anti-libérale du sénateur RI Henri Lafleur ou de l'UNR Georges Chatenay. Cette alliance permet ainsi au gaulliste René Hénin de prendre la présidence de l'Assemblée territoriale le 8 novembre 1960 et au modéré 	 celle de la commission permanente le 6 janvier 1961. La démission forcée de Dick Ukeiwé (touché par une condamnation judiciaire et privé de ses droits civiques pour dix ans) le 30 mai 1961, puis le décès de Toutou Tiapi Pimbé le 3 juillet suivant limitent la représentation de cette nouvelle coalition et permettent à l'UC, par le jeu des remplacements par les suivants de liste, de retrouver la majorité. Bien que désormais minoritaire tant au Conseil de gouvernement (où il n'a le soutien que de Doui Matayo Wetta) et à l'Assemblée territoriale), Michel Kauma reste à la tête de l'exécutif jusqu'à la fin de la mandature.

### Figure de l'opposition de droite
Michel Kauma est désormais de manière durable positionné à la droite de l'échiquier politique néo-calédonien et dans l'opposition à l'UC. Pour les élections territoriales du 15 avril 1962, il forme, avec l'AICLF de Doui Matayo Wetta et la fédération locale de l'Union pour la nouvelle République (UNR) gaulliste de Georges Chatenay (qui s'est séparé du Rascal), des listes communes baptisées « Entente » dans les quatre circonscriptions. Michel Kauma prend la tête de celle dans les Îles Loyauté, où il réussit à obtenir deux sièges sur cinq alors que jusqu'ici la droite locale s'était contenté que d'un élu (Henri Naisseline) dans cette circonscription. Mais l'UC conforte sa majorité absolue, avec au total 18 sièges sur 30, contre 9 à l'Entente (dont les fortes poussés sur la côte Est et aux Îles, portées par Doui Matayo Wetta et Michel Kauma, n'ont pas pu compenser les pertes dans ce qui était jusqu'à présent le principal fief électoral de la droite, le Sud) et 3 au Rascal.
En 1964, des dissidents de l'UNR, emmenés par le docteur Edmond Caillard (candidat à l'élection législative de 1967 contre le député sortant Rock Pidjot mais aussi contre le candidat officiel gaulliste Georges Chatenay) mais aussi par le grand-chef Henri Naisseline, et les anciens membres de l'UC (l'AICLF et Michel Kauma) forment l'Action calédonienne (AC). Ce parti forme à son tour des listes « Entente » avec le Rascal et l'UNR aux élections territoriales du 9 juillet 1967. Michel Kauma décide cette fois de changer de circonscription, alors qu'il était l'une des principales figures politiques des Îles Loyauté, et se présente dans le Sud, en sixième position sur la liste emmenée par le sénateur Henri Lafleur : elle n'y obtient que 5 des 16 sièges à pourvoir et donc, pour la première fois depuis 1953, Michel Kauma perd son mandat d'élu. Le décès d'Édouard Pentecost le 5 octobre 1971 permet à Michel Kauma de réintégrer l'institution délibérante locale. 

### Un ancien au sein d'une droite devenue anti-indépendantiste
Entre-temps, Michel Kauma a changé plusieurs fois de parti : sur la base des listes « Entente » de 1967, la droite néo-calédonienne avait tenté de s'unir en 1968 au sein de l'Union démocratique (UD), avant de se diviser à nouveau. Lorsque, à l'occasion du congrès de Ponérihouen du 12 décembre 1971, la composante gaulliste de Georges Chatenay prend en main la direction de l'UD, les autres factions (pro-Lafleur, pro-Laroque et ex-AICLF alliés à Kauma) font défection. Ils fondent le 5 janvier 1972, sous la conduite du maire de Nouméa Roger Laroque et de Henri Lafleur, l'Entente démocratique et sociale (EDS), avec le renfort de Roger Delaveuve qui avait été le seul élu en 1967 de la petite liste conservatrice et agrarienne de l'« Union des patentés et propriétaires fonciers ». C'est donc sous cette nouvelle étiquette que Michel Kauma retrouve l'Assemblée territoriale en 1971, et qu'il se fait réélire lors des élections territoriales du 10 septembre 1972, en troisième place sur la liste dirigée par Roger Laroque dans le Sud et qui obtient 5 sièges (l'EDS obtient en tout 7 sur 35, devenant la première formation d'un camp anti-autonomiste de 16 élus tandis que l'UC, pour la première fois de son existence, n'obtient pas la majorité absolue lors d'un scrutin et retombe à 12 conseillers). 
Michel Kauma obtient alors la présidence de l'Assemblée territoriale le 26 septembre 1972, devenant le premier Kanak à accéder à cette fonction. Il le reste jusqu'au 30 octobre 1973, date à laquelle il laisse sa place à un autre Mélanésien, mais lui autonomiste de gauche bien que porté au « perchoir » à la faveur d'une alliance avec la droite, le dirigeant de l'Union multiraciale Yann Céléné Uregeï. À la place, il est choisi pour présider le conseil d'administration de la Société d'équipement de la Nouvelle-Calédonie (SECAL) à partir du 22 novembre 1973. C'est durant cette période que la revendication indépendantiste se fait de plus en plus forte et devient le nouveau sujet de clivage de la classe politique néo-calédonienne. Michel Kauma devient alors l'une des figures au sein des Kanak anti-indépendantistes, avec Auguste Parawi-Reybas ou Dick Ukeiwé, et participe à la création le 17 avril 1977 du nouveau grand parti favorable au maintien de la Nouvelle-Calédonie dans la France, le Rassemblement pour la Calédonie (RPC) du conseiller de gouvernement Jacques Lafleur, devenu l'année suivante le Rassemblement pour la Calédonie dans la République (RPCR) à la suite de son absorption de la fédération locale du Rassemblement pour la République (RPR) du maire de Paris Jacques Chirac. 
Michel Kauma n'est pas candidat aux élections territoriales du 11 septembre 1977, qui marquent son départ définitif de l'assemblée locale. Il reste une autorité morale au sein du RPCR, qui le rappelle une dernière fois en politique active après le début de la période dite des « Évènements » qui voient s'opposer violemment partisans et opposants de l'indépendance entre 1984 et 1988. Ainsi, après la mise en place des institutions du statut dit Lemoine, boycottées par le FLNKS, le RPCR remporte une très nette majorité aux élections territoriales du 18 novembre 1984. Dick Ukeiwé est alors élu par l'Assemblée territoriale comme président du nouveau gouvernement du territoire et nomme Michel Kauma en son sein comme ministre de l'Agriculture. Il le reste jusqu'au 29 septembre 1985. 
Il n'est plus ensuite sur le devant de la scène, jusqu'à son décès en 1998.

## Famille
Il avait épousé à Fayaoué le 19 septembre 1933 Émilie Nékélo, fille du grand-chef Émile Nékélo du district de Takedji. Ils ont eu ensemble huit enfants (six garçons, deux filles) :
- Marie-Joséphine (née en 1936),
- Jules (né en 1940), employé à la SLN,
- Alexandre (né en 1943), gendarme,
- Théophane (né en 1946), employé à la Chambre de commerce,
- Joseph (né en 1949), pêcheur à Ouvéa,
- Christian (né en 1951),
- Patricia (née en 1955), employée de banque,
- Daniel (né en 1959), employé de banque.